# Panembahan (Kraton)
Panembahan is een bestuurslaag in het regentschap Jogjakarta van de provincie Jogjakarta, Indonesië. Panembahan telt 7328 inwoners (volkstelling 2010).